# 馬三家女子勞教所
馬三家女子勞教所，屬於馬三家勞動教養院，位於中國大陸遼寧省瀋陽市于洪区馬三家街道馬三家村，是一所女子劳动教养机构，在2013年是全中國300餘座勞教所之一，有57年的历史。2013年4月中國雜誌報導了馬三家勞教所的酷刑黑幕，引起中國社會各界的關注。

## 相关情况
2000年，聯合國人权委员会（Commission on Human Rights）发布的全球妇女人权报告中的中国段落指出，聯合國特別報告員接獲一些個案，2000年10月，在遼寧省瀋陽市的馬三家监狱（Masanjia Prison），據稱將18名女法輪功學員衣服剝光後被投入男犯牢房。據報當時的中共中央政法委書記羅干知晓此事。报告称当时這18名婦女仍在關押中。
报告又称在1999年10月，據報1,500多名法輪功學員被拘留在遼寧省馬三家勞教所。學員們被強迫放棄修煉法輪大法。拒絕的人遭到身體的摧殘，被電棍電擊，被關禁閉，和被強迫做繁重的體力勞動。女學員的胸部和陰部被電棍電擊。勞教所的管理人員逼迫學員喝廢棄的井裡的水，喝了之後學員們都出現了中毒的症狀。此案例亦没有说明消息来源。
對於「18名法輪功女學員被丟入男牢」的陳訴，立場親北京當局的香港文匯報記者2001年3月採訪了馬三家教養院負責人；該負責人駁斥此為編造的故事，「依照有關規定，男教只能在男大隊收容教育，女教只能在女所收容教育。也就是說，男女被教養人員分屬不同的大隊或教養所，生活在不同的院落。」他並強調，實行勞教制度是有法律依據的，也是嚴格依法執行的。

## 求救信事件
美國媒體《俄勒岡人日報》、《赫芬頓郵報》、英國《每日郵報》、澳洲最大報紙《澳洲人報》等媒體報導，2012年10月美國俄勒岡州居民朱麗葉·凱斯（Julie Keith）在購買的萬聖節用品當中，发现一封來自中國勞教所的信。信中寫道：「先生，若你偶然間購買了這個產品，請幫忙將這封信寄給世界人權組織，這裡處在中國共產黨政府之下的數千人將永遠感謝並記住您；在這裡一天必須工作15個小時，沒有週末休息時間和任何假日。若不從就將遭到折磨、毆打和粗暴的言語對待。幾乎沒有工資（一個月10元人民幣），」「這裡的人平均被判1至3年勞教，但是卻未經過正常法庭判決。他們許多人是法輪功學員，是無辜的人，僅因為他們與中國共產黨政府的信仰不同，他們常常遭受比其他人更多的懲罰。」這封信沒有署名，只寫了該產品來自馬三家勞教所二所八大隊。

### 美國啟動調查
朱麗葉起初很驚訝，不知如何處理，於是上傳到自己的臉書上。《俄勒岡人報》得知消息後，通知了美國聯邦移民海關執法局（ICE），該局稱下屬的國土安全調查部門已啟動調查。而出售此産品的Kmart母公司西爾斯控股也發表聲明表示，將調查此案件，若發現中國合作公司強迫勞動，將終止合約。
朱麗葉称，她已與ICE人員接觸，並把裝飾物盒子和信交給他們以幫助調查，但尚未收到任何消息。她說曾受到網友批評，此舉可能導致這位工人遭報復，因為這封信包含了具體的地址「馬三家勞教所二所八大隊」。但朱麗葉表示，她只是試圖傳播事實。「如果這些公司意識到發生了什麼就好。」。

### 勞教所回應
總部設在紐約的人權觀察中國事務主任Sophie Richardson表示，「我們無法確認這封信的真實性和來源。我認為可以説，這封信描述的情況與我們了解的有關勞教所的情況符合。」報導並指有些人對這封信的真實性有懷疑，認為它太大膽了，以至於似乎不可能。美國之音記者之後電話聯繫馬三家教養院院辦，一位接電話的男子證實有二所八大隊，不過他不願此事發表評論，只是強調他們一切按照法律規定辦事。記者再聯繫勞教院政委辦公室，接電話的男子不願多説，只是反覆説信中描述的不可能。
该事件引起中國以外的媒体報道，俄勒岡人日報表示，此事引發國際的關注美國雅虎新聞網站也對此事件做出報導，該網站表示類似情事已非第一次，就在當週，另一封用中文書寫的信被發現在一個馬桶座圈上，並被張貼在社群網站Reddit上。
美國CNN2013年找到2012年萬聖節求救信的作者孫毅（當時為免報復使用化名「張良」）。張先生接受CNN電視訪問時稱，他是法輪功學員，47歲，住在北京，曾被扣押在瀋陽馬三家勞教所兩年半，他在兩年中寫了二十封求救信。求救信被發現時他雖已獲釋，但仍感謝Keith令外界得知勞教所情況。《紐約時報》也刊登了對他的採訪。

## 中國雜誌报道

勞教人員劉華所寫的《勞教日記》，由一名剛解除勞教的訪民藏在陰道中帶出馬三家女子勞教所。

2013年4月6日，胡舒立參與的「財訊傳媒集團」下屬的《LENS》雜誌第62期刊登2万字报道《走出「馬三家」》，內文提到，2011年9月，62歲的王桂蘭在陰道內藏匿了一卷同宿舍學員劉華寫的《勞教日記》帶出了勞教所。這本《勞教日記》裡紀錄了在勞教所裡受到的各種酷刑與非人對待，日記中紀錄的勞教人員包括劉華、陸秀娟、朱桂芹、趙敏、王桂蘭、梅秋玉、王玉萍、郝威、蓋鳳珍、李平、胡秀芬、曲華松，以及尚未走出的劉玉玲。其中劉玉玲自2012年8月進所之後，一直反映自己懷有身孕，腹部增大；在家人接見時拍的照片上，解開褲帶的劉玉玲大腹便便。劉玉玲三次到馬三家勞教院醫院接受B超檢查，皆被診斷為未懷孕。但劉玉玲自述嬰兒胎動明顯，日益接近預產期，強烈要求轉院檢查，卻一直未得允許，至今仍在勞教院羈押，上車間勞動和起居都要兩個同伴扶持。
2013年2月初，又有一位新近解除勞動教養的女訪民找到大連人王振，交給他一封用蠅頭小字寫在皺巴巴紙上的「呼籲書」，要求廢除勞教。簽名者中包括王振的妻子劉玉玲。劉玉玲2012年8月被判勞教，眼下仍在遼寧馬三家女子勞動教養所裡羈押。這位女訪民告訴王振，「呼籲書」是她包在裹緊的小塑料卷內，藏在陰道裡帶出勞教所大門的。

### 劳教日记内容
這卷《勞教日記》以入院、幹活、訴訟及刑罰等面向紀錄勞教所中的生活，並整理了其中幾項對勞教人員使用的酷刑：
| 酷刑名稱 | 日記中被施刑者                       | 內容 |
| -------- | ------------------------------------ | --- |
| 老虎凳   | 趙敏                                 | 一種用於長時間限制體位、姿勢的椅子，鐵製，有搭扣用於固定人的手腳，使其無法坐直亦非全然彎腰，長時間乘坐可造成肢體磨損傷害。                                                                                       |
| 小號     | 陸秀娟、梅秋玉、趙敏、蓋鳳珍、朱桂芹 | 懲戒室的俗稱。有多種形制，最窄的面積不到4平方米，稍大的約6平方米。沒有光線，日夜靠電燈照明。沒有窗戶，有一透氣窗。如果關上，呼吸會有窒息感。另外，由於不能自由上廁所，吃喝拉撒都要在這個空間中完成。             |
| 包夾     | 梅秋玉、劉華                         | 一種勞教所內特有的監護制度。對於被嚴管的勞教人員，管理者安排所謂「表現好」的勞教人員全時段監視控制，一同起居、勞動、休息，控制其行為並匯報其表現。包夾者也會參與對被包夾者的體罰。                               |
| 大掛     | 梅秋玉、蓋鳳珍、趙敏                 | 使用手銬將人固定在床、牆壁、門等物體上，拉伸四肢，或者將身體懸掛起來，使當事人承受超越其生理極限的重力或者張力。                                                                                                 |
| 電棍     | 朱桂芹、曲華松、胡秀芬、劉華         | 以通電的警棍電擊面部、太陽穴、身體甚至舌頭。據司法部《勞動教養管理工作執法細則》明文規定，使用警棍限於發生逃跑、騷亂和暴力襲警等情形。對老、弱、病、殘以及未成年和女勞動教養人員，一般不得使用警棍。             |
| 卡齊     | 郝威                                 | 勞教所裡的教育方式俗稱。全體學員每天下班後到教室，在小板凳上坐齊，背誦勞教人員行為準則。時間為一到二個鐘頭。有時關小號者會單獨被要求坐小板凳反覆背誦行為準則，直到無法支持。                                     |
| 死人床   | 朱桂芹、蓋鳳珍、趙敏                 | 用於對絕食勞教人員灌食的專用床。鐵製，皮革面，兩側有多道搭扣和布索，可以從頭到腳控制人體，使其不能反抗。臀部有一方形鐵鑄口，為排泄孔。絕食者下身或全身衣服被脫，灌食與便溺均在床上，被縛時間從數小時至數日不等。 |

### 刑罰與法律的衝突
报导中描述的劳教人员行为被认为与当时的现行法律存在冲突，包括：
- 勞教條例規定孕婦不得勞教。[1]；
- 司法部勞教局規定，勞教人員勞動每天不得超過六小時[1]；
- 超时使用懲戒室（小號）[1]；
- 司法部勞教執法細則明文規定，對勞動教養人員使用戒具，只限於手銬。嚴禁使用背銬、手腳連銬和將人固定在物體上。马三家劳教所使用规定以外刑具。[1]
- 司法部勞教局規定，勞教人員勞動每天不得超過六小時，因季節、工期等特殊原因加班需經勞動和教育部門審核，每天最多不超兩小時。但涉事人员每日兩倍超時勞動。[1]

### 專訪當事人
2013年3月，從馬三家勞教所走出的遼寧訪民蓋鳳珍的控告信曾曝光至網絡，舉報該所多位工作人員濫施酷刑，嚴重違法。她就此也接受了德國之聲的採訪。
多年前她因為與一警察親屬發生糾紛遭受不公平司法後，她開始上訪并先後4次被勞教。2008年3月她至北京上訪被當地截訪後，送進馬三家教養院，為此她遍嘗勞教所非人折磨，对其身心造成严重损害，包括只能拄枴杖行走，並患有嚴重的營養不良和腎衰竭。。
蓋鳳珍称，女性在管教所毫無人性尊嚴，有的女性甚至遭受性虐待。她亦称，馬三家管教人員不但未得到懲戒，曾宣稱已經「管過」幾萬勞教人員的王麗萍還獲得中國司法部門授予的二等功。

## 中国政府回應

### 中宣部禁令
《紐約時報》4月11日報導指出，這篇文章在中國引發轟動，大小媒體都轉載和報導，但是審查很快降臨，該報引述美國中國數字時代網站指出，4月10日中國共產黨中央委員會宣傳部事发后下達指示：「對馬三家女子勞教所的報道及相關內容，一律不轉不報不評。」
但在中宣部禁令期間，紐約時報指出，當中国的宣传机构禁止续刊揭露马三家女子劳教所酷刑的文章后，中国官方妇联组织出版物《中国妇女报》却采访了原報導作者、调查记者袁凌。此外，被認為與北京當局關係密切的香港凤凰卫视卻在4月11日推出《揭秘"马三家"》專題節目，採訪遭禁報導《走出马三家》主人翁陆秀娟、 刘华、 王玉萍等，在節目親身描述她们曾遭受过的酷刑待遇

### 遼寧當局調查
遼寧省政府对此表示高度關注，成立由省司法廳、省勞教局和駐地檢察機關組成的調查組，並邀請媒體和人大代表、政協委員參加，進行客觀、公開、公正地調查，據實公布調查真相和處理結果。

投訴者遭公安報復威脅
但有消息傳出向調查組投訴者遭到公安報復。原馬三家被勞教人員、被中國媒體評選2006年「为了公共利益年度榜人物」的公務員李文娟到司法信访部门准备向「辽宁省马三家事件联合调查组」反映自己因為「举报国税局領導長官贪赃枉法」而在2006年被劳教一年的受害经历，之后又到官媒「人民网辽宁分部」讲述有关马三家劳教所情况；但4月13日晚上卻有当地公安到她家砸门，说要带她去「配合调查」，導致李文娟不敢多谈她在劳教所情况。
法國國際廣播電台19日晚間則指出「外界对此次调查早有不乐观的预期」。因為此前多家海外媒体报道，向记者提供马三家劳教所惨状的不少受害者被警方传唤讯问时，警方询问者「并未问及任何劳教所中的待遇情况」，却更多的讯问和关注「劳教所的状况是如何流到记者以及外界的」。
4月19日週五晚間，主掌勞教制度的中國共產黨政法委員會所屬機關報《法制日报》以记者霍仕明名义发文（新華網則未署名），称4月9日以来，遼寧事件调查组到实地现场勘查，查阅有关档案卷宗73本，调查干警116人、207人次，劳教人员55人、146人次和14名解教人员，提取证言证词、图片及声像资料663份。调查结果表明，《走出马三家》一文存在严重失实的问题。
調查組指出，文中所谓体罚、虐待劳教人员问题失实，且受采访人员在劳教所内破坏纪律，被管理人员以“完全正常的管束措施”惩罚。部分人员只是在强制进食时使用医用护理床，根本不存在“绑死人床”的问题。文章又称“刘某怀孕仍被收容”问题作假。刘某49岁，入所后自己认为怀孕，并称预产期为2013年5月4日，但无怀孕迹象。中国医科大学第一附属医院多项检查结果是并未怀孕。劳教所对LENS文中所涉违纪劳教人员采取禁闭措施符合国家相关规定，该劳教所现有的禁闭室符合部颁标准。文章认为，5人收入劳教所管理手续齐全，符合国家规定。马三家女子劳教所对待劳教人员的待遇达到司法部规定，不存在违规问题。調查組並證實，马三家女子劳教所曾收容法轮功学员，聲稱因此「受到法轮功组织的敌视」。

### 黨媒反应
翌日（20日），光明网以评论员名义发文《马三家、打的报道失实，真相是什么》，指出「有关方面不应该仅仅以“失实”结论来息事宁人，而应该依照法律，走法律程序。」希望两方能够公开证据并对簿公堂。评论认为给出这篇“虚假新闻”的形成过程、失误之处，才能够让新闻媒体从业者引以为戒。
法廣報導，原報導調查記者袁凌19日晚间在個人微博回应遼寧官方调查报告，質疑遼寧當局「自己查自己，关门扫地。一面封杀，一面放任假消息出笼。文中提到的被劳教人员，欲寻找调查组而不得，警察上门封堵。内部排查消息人士。」公開要求「当庭对质」。法廣並憂心記者、Lens雜誌可能遭到中宣部整肅

### 媒体评论
- 美聯社多篇報導认为，中國媒體披露的虐待報告跟法輪功學員十年前向國際社會作出的投訴相吻合。美聯社記者欲透過馬三家所在地的遼寧省司法厅聯繫省宣傳部，但省宣傳部拒絕評論[33]。

- BBC中文網2013年4月9日報導引述東北新聞網星期二的報導說，遼寧省對此事高度關注，迅速成立了由省司法廳、省勞教局和駐地檢察機關組成的調查組，並邀請相關媒體和部份人大代表、政協委員參加，對報導涉及的內容進行客觀、公開、公正地調查，據實公佈調查真相和處理結果[34]。BBC中文網記者星期二（4月9日）登陸《Lens雜誌》網站，發現這篇文章已經被刪除[34]。

- 德國之聲2013年4月9日報導說，中國媒體《Lens視覺》雜誌刊載中國遼寧馬三家勞教所真實生態的深度報導，文章披露，該所對勞教人員使用老虎凳、電擊、黑小號等酷刑。曾在此勞教的人士向德國之聲表示，馬三家甚於重慶「渣滓洞」[20]。中國維權律師江天勇接受了德國之聲的採訪，他透露，中共當局前些年的勞教對象主要是法輪功人員，近年又作為對付訪民、異見人士等的「利器」[20]；他本人近年也代理了多起勞教人員控告管制人員施加暴力的案件，很多律師都知道，在中國有幾大「臭名昭著」的勞教所，包括遼寧馬三家勞教所、河北省勞動教養所、河北高陽勞教所、鄭州十八里河、北京大興女子教養院、湖北沙陽勞教所等。在這些地方，視覺雜誌披露的情況普通存在：「長期以來都這樣，除此之外，還包括對女性的性虐待[20]。」

- 美國之音2013年4月10日報導表示，馬三家勞教院對於海外媒體並不生疏，經常出現在海外媒體的報導中，包括《Lens·視覺》雜誌引用的個別事例，海外媒體都曾報導過。這個勞教所關押過許多法輪功學員和在押一些上訪人員[35]美國之音认为，尽管中共高层曾承诺在今年內（2013）停止劳教制度，但当局仍不希望这篇揭露文章让更多读者看到。有媒体分析称，劳教所黑幕被曝光，直接冲击到前中共中央政法委书记周永康及其曾經领导的政法委系统，预示习近平、李克强将处理周永康。不过这篇中國雜誌黑幕报道跟中共高层之间的博弈是否有关外界目前不得而知。[29]。

- 廣東中山大學艾曉明教授2013年4月11日發表《陰道在咆哮：直面“馬三家”》一文，引述高智晟律師公開信質疑酷刑發生在不只一處勞教所，她指出「馬三家”的暴行不是孤立的，也不是首創；更早一些時候，知名律師高智晟給中國高層領導人寫過信，強烈地要求制止暴行。我記得，他寫過這樣的句子：幾乎每一位受害同胞的性器官都遭受到攻擊……那封信披露的事實讓人恐懼，寫信人的遭遇更其悲慘。暴力威脅之下，公眾包括我自己，沉默著。」[36][37]

## 受害人
张建华，42岁，中国警察为逼取口供对张建华实施了刑讯行为，导致张建华于2000年26日20时许死亡。